# قرار مجلس الأمن التابع للأمم المتحدة رقم 1765
قرار مجلس الأمن التابع للأمم المتحدة رقم 1765، المتخذ بالإجماع في 16 يوليو 2007.

## القرار
قرر مجلس الأمن أن الوضع في كوت ديفوار لا يزال يشكل تهديدا للسلم والأمن الدوليين، وجدد ولاية عملية الأمم المتحدة في البلد والقوات الفرنسية التي تدعمها حتى 15 كانون الثاني / يناير 2008. من أجل دعم تنظيم انتخابات شفافة ضمن الإطار الزمني المحدد في اتفاق واغادوغو السياسي الموقع مؤخرًا.
اتخذ القرار بموجب الفصل السابع من ميثاق الأمم المتحدة، وأيد المجلس توصيات الأمين العام الواردة في تقريره المرحلي الأخير عن عملية الأمم المتحدة، الذي يكيّف دور البعثة مع المرحلة الجديدة من عملية السلام في كوت ديفوار، على النحو المنصوص عليه في اتفاق واغادوغو.
الاتفاق الذي وقعه في 4 آذار / مارس 2007 الرئيس لوران غباغبو وغيوم سورو في واغادوغو بتيسير من رئيس الجماعة الاقتصادية لدول غرب أفريقيا، رئيس بوركينا فاسو، بليز كومباوري، يحدد سلسلة من التدابير التعامل مع الانقسام السياسي. ويدعو، من بين خطوات أخرى، إلى تشكيل حكومة انتقالية جديدة؛ تنظيم انتخابات رئاسية حرة ونزيهة؛ دمج القوات الجديدة وقوات الدفاع والأمن الوطنية من خلال إنشاء مركز قيادة متكامل؛ تفكيك المليشيات ونزع سلاح المقاتلين السابقين وتسجيلهم في برامج الخدمة المدنية. واستبدال ما يسمى بمنطقة الثقة الفاصلة بين الشمال والجنوب بخط أخضر ستراقبه عملية الأمم المتحدة.

## روابط خارجية
- نص القرار في undocs.org